# August von Werder

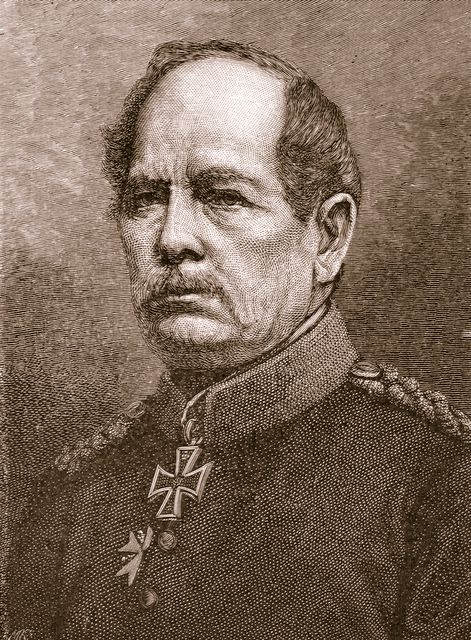
August von Werder.

Karl Wilhelm Friedrich August Leopold Graf von Werder (Schloßberg, Prusia Oriental, 12 de septiembre de 1808 - 12 de septiembre de 1888) fue un general prusiano.

## Biografía
Werder nació en Schloßberg, cerca de Norkitten, en la provincia de Prusia Oriental. Entró en el Cuerpo de Guardias prusiano en 1825, siendo transferido al año siguiente a la Guardia de Infantería, donde sirvió durante muchos años como subalterno. En 1839 fue seleccionado como instructor del Cuerpo de Cadetes, y más tarde fue empleado en la oficina de topografía en el Estado Mayor General. En 1842-43 tomó parte en las operaciones rusas en el Cáucaso, y a su retorno a Alemania en 1849, fue destinado como capitán en el Estado Mayor. En 1848 contrajo matrimonio. Alternó el servicio regimental y en el Estado Mayor hasta 1863, cuando fue ascendido a mayor-general y se le dio el mando de una brigada de la Guardia de Infantería.
En la guerra austro-prusiana de 1866, Werder se distinguió en gran medida en Gitschin y Königgratz a la cabeza de la 3.ª división. Volvió a casa con el rango de teniente-general y con la Orden Pour le Mérite. En 1870, en un principio empleado en el Cuartel General del 3.º Ejército y al mando de las fuerzas de Wurtemberg y Baden, después de la Batalla de Worth se le confiaron las operaciones contra la ciudad de Estrasburgo, que capturó tras un largo y famoso asedio.
Ascendido a general de infantería y asignado al mando del nuevo XIV. Cuerpo de Ejército, Werder derrotó a los franceses en Dijon y en Nuits. Cuando el ejército de Charles Denis Bourbaki avanzó para liberar Belfort, se dirigió hacia él y luchó en la acción desesperada de la Batalla de Villersexel, que le permitió cubrir a los germanos que asediaban Belfort. El 15, 16 y 17 de enero de 1871 Werder, con fuerzas muy inferiores, tuvo éxito en impedir por sus medios en la Batalla del Lisaine todos los esfuerzos de Bourbaki de alcanzar Belfort, una victoria que causó gran entusiasmo en el sur de Alemania. Después de la guerra Werder comandó las fuerzas de Baden, ahora llamadas XIV Cuerpo de Ejército, hasta que se retiró en 1879. Entonces fue elevado a la dignidad de conde. Murió en 1888 en Grüssow en Pomerania. El 30.º (4.º renano) Regimiento de Infantería llevó su nombre, y existe una estatua de Werder en Friburgo de Brisgovia.

## Honores
- Reino de Prusia:[1]
  - Caballero de Honor de la Orden de San Juan, 28 de septiembre de 1844[2]
  - Pour le Mérite (militar), 20 de septiembre de 1866; con Hojas de Roble, 17 de enero de  1871[3]
  - Cruz al Servicio
  - Gran Cruz del Águila Roja, con Hojas de Roble y Espadas, 22 de enero de 1871[2]
  - Gran Cruz de la Cruz de Hierro (1870), 22 March 1871[4]
  - Caballero del Águila Negra, 9 de septiembre de 1875; con Collar, 1876[2]
  - Cruz de Gran Comandante de la Real Orden de Hohenzollern, con Estrella, 22 de septiembre de 1877[2]
- Hohenzollern: Cruz de Honor de la Principesca Orden de Hohenzollern, 1.ª Clase con Espadas[1]
- Imperio austríaco: Comandante de la Orden imperial de Leopoldo, 19 de diciembre de 1863[5]
- Gran Ducado de Baden:[6]
  - Gran Cruz de la Orden al Mérito Militar de Carlos Federico, 6 de abril de 1871
  - Gran Cruz del León de Zähringen, con Espadas y Collar Dorado, 1872; con Estrella en Diamantes, 14 de octubre de 1875
  - Caballero de la Orden de la Fidelidad, 1879
- Reino de Baviera: Gran Cruz de la Orden al Mérito Militar, 4 de abril de 1871[1]
- Gran Ducado de Hesse: Gran Cruz de la Orden de Luis, 10 de abril de 1872[7]
- Gran Ducado de Mecklemburgo-Schwerin: Cruz al Mérito Militar, 1.ª Clase, 4 de diciembre de 1866[1]
- Ducado de Nassau: Comandante de la Orden de Adolfo de Nassau, 1.ª Clase con Espadas, febrero de 1861[8]
- Imperio ruso:[1]
  - Caballero de San Jorge, 3.ª Clase, 27 de diciembre de 1870[9]
  - Caballero de San Alejandro Nevski, 20 de junio de 1871
  - Caballero de San Vladimir, 4.ª Clase con Espadas
- Schwarzburgo: Cruz de Honor de Schwarzburgo, 1.ª Clase[1]
- Reino de Wurtemberg:[10]
  - Gran Cruz de la Orden al Mérito Militar, 30 de diciembre de 1870
  - Gran Cruz de la Corona de Wurtemberg, 1877